# Saint-Avit-Frandat
Saint-Avit-Frandat è un comune francese di 105 abitanti situato nel dipartimento del Gers nella regione dell'Occitania.

## Società

### Evoluzione demografica
Abitanti censiti